# Мюльталь (Гессен)
Мюльталь (нем. Mühltal) — община в Германии, в земле Гессен. Подчиняется административному округу Дармштадт. Входит в состав района Дармштадт-Дибург. Население составляет 13 867 человек (на 31 декабря 2010 года). Занимает площадь 25,34 км².
Община подразделяется на 7 сельских округов.